# Bosznia-Hercegovina az olimpiai játékokon

1992-1996

Bosznia-Hercegovina miután 1992 tavaszán kivált Jugoszláviából, az 1992-es nyári olimpiai játékokon vett részt először, mint független állam. Ezt megelőzően a boszniai sportolók a jugoszláv csapatban szerepeltek az olimpiákon. Független államként azóta valamennyi sportünnepen képviseltette magát.
Az 1984-es téli játékokat az akkor még Jugoszláviához tartozó ország fővárosában, Szarajevóban rendezték.
A boszniai sportolók még nem szereztek érmet a játékokon.
Bosznia-Hercegovina Olimpiai Bizottsága 1992-ben alakult meg, a NOB 1993-ban vette fel tagjai közé, a bizottság jelenlegi elnöke Sinia Kisic.